# Aconitum degeni
Aconitum degenii (Gáyer, 1906), comunemente noto come Aconito pannocchiuto, è una pianta erbacea perenne appartenente alla famiglia delle Ranunculaceae, originaria della catena montuosa dei Carpazi.

## Etimologia
Il nome del genere (“Aconitum”) deriva dal greco akòniton (= “pianta velenosa”). La pianta infatti risulta conosciuta per l'alta sua tossicità fin dai tempi dell'antichità omerica. Con questo nome probabilmente veniva indicata una pianta velenosa endemica il cui habitat frequente era tra le rocce ripide di alcune zone della Grecia. Due sono le radici che vengono attribuite al nome: (1) akòne (= “pietra”) facendo riferimento al suo habitat; (2) koné (= “uccidere”), facendo ovviamente riferimento alla sua tossicità. Veniva anche usata come simbolo negativo (maleficio o vendetta) nella mitologia dei popoli mediterranei. L'epiteto specifico (degeni) è dedicato al biologo e botanico ungherese Árpád Degen (1866-1934).

Il binomio scientifico attualmente accettato (Aconitum degeni) è stato proposto dall'avvocato, giudice e botanico ungherese Gyula Gáyer (1883-1932) nella pubblicazione “Magyar Botanikai Lapok” del 1906.

## Descrizione
La seguente descrizione va riferita alla specie Aconitum degeni Gáyer s.l. (per i caratteri specifici delle sottospecie vedi il paragrafo “Sistematica”).

Sono piante erbacee, perenni la cui altezza può essere da 5 a 12 dm.  La forma biologica è definita come geofita rizomatosa (G rhiz), ossia sono piante che portano le gemme in posizione sotterranea. Durante la stagione avversa non presentano organi aerei e le gemme si trovano in organi sotterranei come rizomi, un fusto sotterraneo dal quale, ogni anno, si dipartono radici e fusti aerei. 

### Radici
Le radici sono secondarie da rizoma.

### Fusto
- Parte ipogea: la parte sotterranea è un rizoma.
- Parte epigea: la parte aerea del fusto è eretta (ascendente e cilindrica) e glabra fino all'infiorescenza (poi è ghiandolosa).

### Foglie

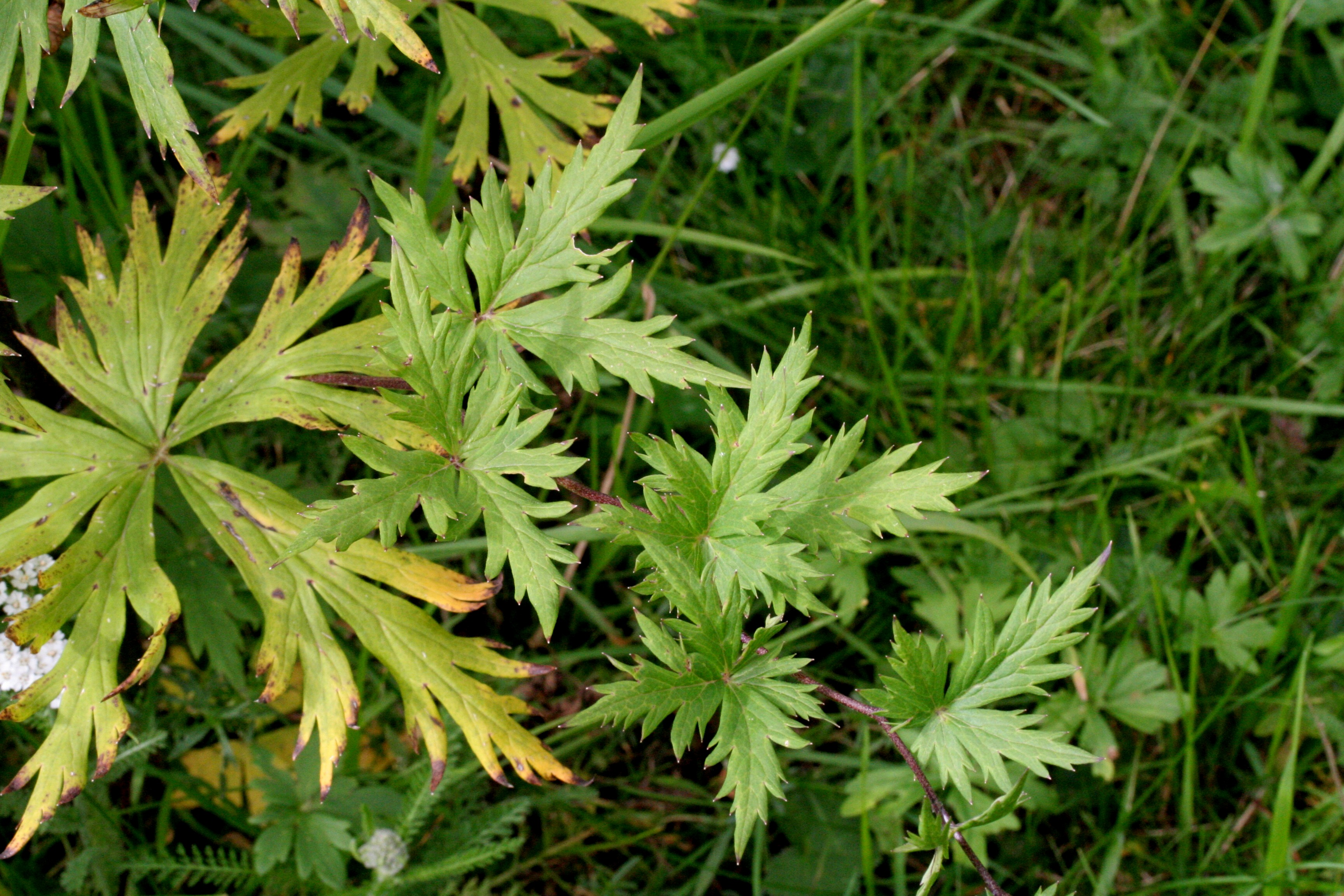
Le foglie
Località: "Giardino Botanico delle Alpi Orientali", Monte Faverghera (BL), 1500 m s.l.m.- 14/08/2009

- Foglie basali: le foglie basali a lamina pentagonale sono completamente divise (fino alla nervatura centrale) in 5 segmenti. I segmenti hanno una forma rombica (sono larghi 1/3 della lunghezza) e sono partiti (divisi) e poi a sua volta (i segmenti finali) ancora profondamente dentati. I piccioli sono eretti. Lunghezza del picciolo: 1 – 2 dm. Diametro della lamina pentagonale: 1 – 2 dm.
- Foglie cauline: le foglie cauline sono disposte in modo alterno e sono progressivamente più piccole con un minore di segmenti e i piccioli anche loro progressivamente ridotti.

### Infiorescenza

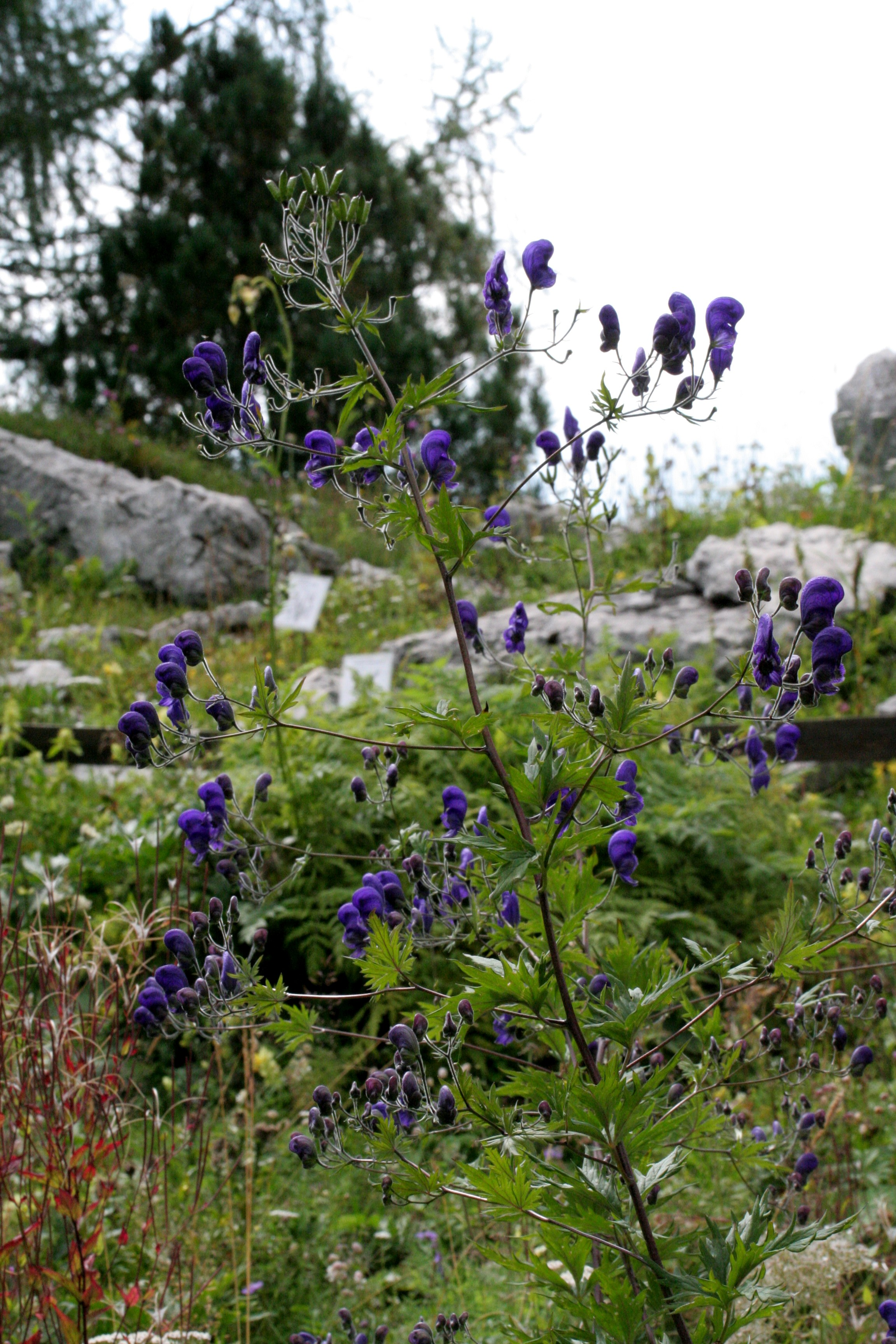
Infiorescenza
Località: "Giardino Botanico delle Alpi Orientali", Monte Faverghera (BL), 1500 m s.l.m.- 14/08/2009

L'infiorescenza è una pannocchia terminale con asse a zig-zag. È sia ramosa che fogliosa soprattutto alla base. I rami sono divaricato-subpatenti e pauciflori; si presentano inoltre pubescenti-ghiandolosi (anche i fiori sono pubescenti). Alla diramazione dei rami sono presenti delle foglie di tipo bratteale. I fiori sono disposti in modo distanziato e sono peduncolati; la lunghezza dei peduncoli è minore dei fiori stessi (lunghezza dei peduncoli: 1 – 2 cm). 

### Fiore

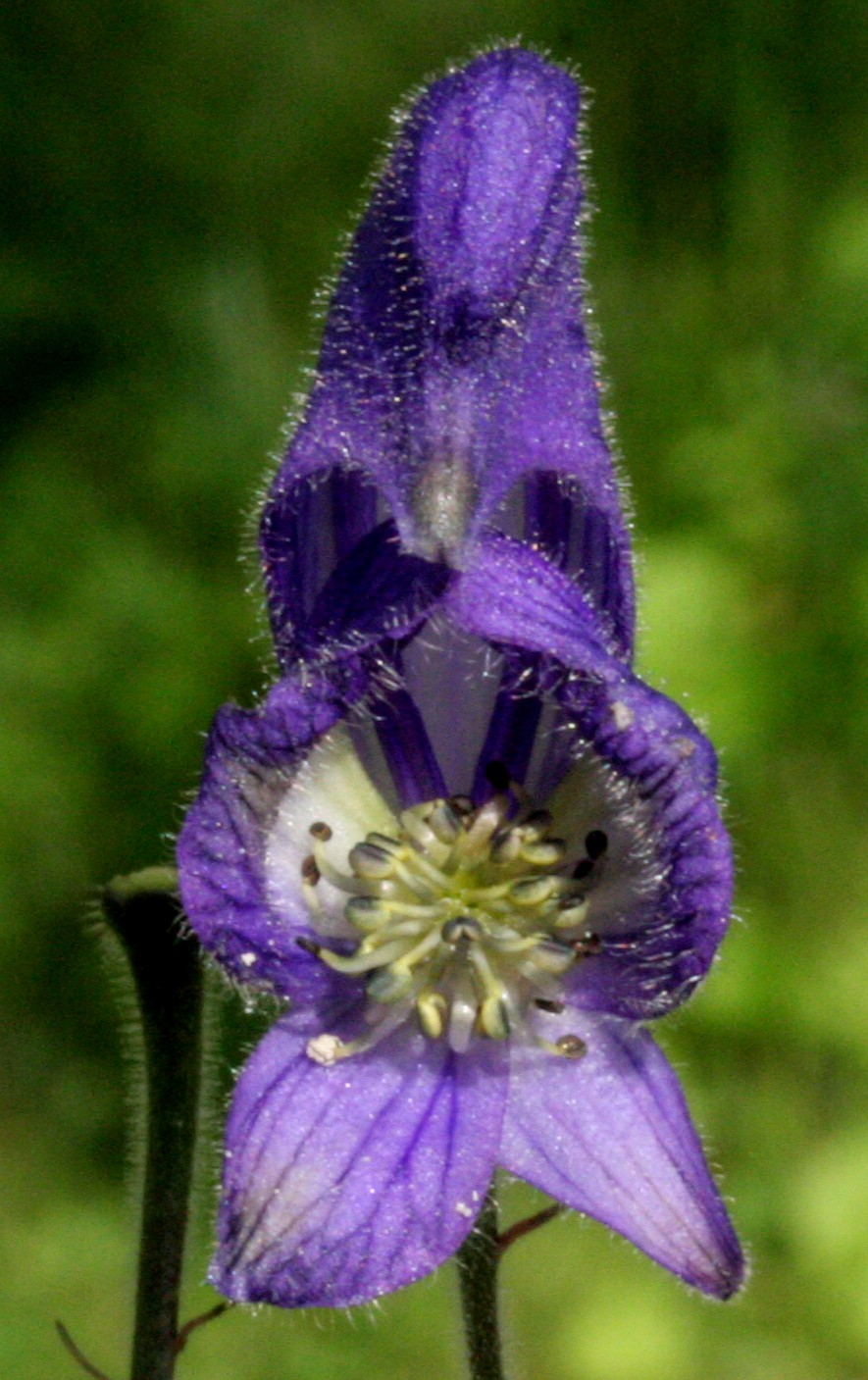
Il fiore
Località: "Giardino Botanico delle Alpi Orientali", Monte Faverghera (BL), 1500 m s.l.m.- 14/08/2009

Questi fiori sono considerati fiori arcaici, o perlomeno derivati da fiori più arcaici dalla struttura aciclica. Il perianzio è formato da due verticilli: gli elementi esterni hanno una funzione di protezione e sono chiamati tepali o sepali (la distinzione dei due termini in questo caso è ambigua e quindi soggettiva); quelli interni sono dei nettari (in questo fiore la corolla è praticamente assente). I fiori sono pentameri (a cinque elementi) a simmetria zigomorfa (o bilaterale). Il colore del perianzio è blu o violetto. Dimensione dei fiori: 25 – 35 mm.
- Formula fiorale: per questa pianta viene indicata la seguente formula fiorale:

x K 5, C 2, A numerosi, G 5 (supero)
- Calice: il calice ha cinque sepali (o tepali) di tipo petaloideo, molto diversi fra loro, di cui il superiore ha la forma di elmo o casco a geometria emisferica con alla base un prolungamento a forma di becco. Degli altri sepali due hanno una disposizione laterale a forma ovale; i due inferiori sono più lineari e lanceolati. I sepali non sono persistenti alla fruttificazione. L'elmo è 0,6 – 1,0 volte più alto che largo. Dimensioni dell'elmo: altezza 16 mm; larghezza 15 mm. Dimensione dei petali laterali ellittici: 10 x 15 mm.
- Corolla: la corolla è praticamente assente; i petali interni 2 (raramente 5) sono delle foglie trasformate in produttori di nettare ed hanno una forma cilindrica spiraleggiante un po' clavata (a martelletto) e sono incurvati in avanti ad angolo retto.
- Androceo: gli stami (scuri) sono numerosi a disposizione spiralata.
- Gineceo: i carpelli (sessili e spiralati) sono 5 (raramente di meno). I pistilli contengono da 10 a 20 ovuli.
- Fioritura: da giugno ad agosto

### Frutti
Il frutto è costituito da un aggregato di 5 capsule o follicoli sessili e polispermi (frutto secco sviluppato longitudinalmente con delle fessure per la fuoriuscita dei semi). Ogni follicolo termina con un becco diritto.

## Riproduzione
- Impollinazione: l'impollinazione è garantita soprattutto da diversi insetti, come api e vespe in quanto sono piante nettarifere (impollinazione entomogama).
- Riproduzione: la fecondazione avviene sia tramite l'impollinazione dei fiori (vedi sopra), ma anche per divisione del piede (propagazione tipicamente orticola).

## Distribuzione e habitat
- Geoelemento: il tipo corologico (area di origine) è Orofita – Sud Est Europeo.
- Distribuzione: in Italia questo aconito si trova abbastanza comunemente solo al nord nelle Alpi.
- Habitat: l'habitat tipico sono i boschi di faggete, le forre e le radure; ma anche i megaforbieti da collinari a subalpini e i popolamenti a felci. Il substrato preferito è sia calcareo che siliceo con pH neutro, alti valori nutrizionali del terreno che deve essere mediamente umido.
- Distribuzione altitudinale: sui rilievi queste piante si possono trovare da 300 fino a 2000 m s.l.m.; frequentano quindi i seguenti piani vegetazionali: collinare (in parte), montano e subalpino.

## Tassonomia
Il genere Aconitum comprende 250 specie (una dozzina delle quali sono spontanee dei territori italiani) distribuite soprattutto nelle regioni temperate. La famiglia delle Ranunculaceae invece comprende oltre 2000 specie distribuite su circa 47 generi (2500 specie e 58 generi secondo altre fonti). 

Da un punto di vista sistematico (e pratico) le specie di questo genere vengono classificate in base al colore e alla forma del fiore. In questo caso il fiore di “Aconito degeni” appartiene al gruppo delle piante con fiori blu o violetti e con cappuccio più alto che largo.

La posizione tassonomica (ma anche la nomenclatura) di questo aconito ha subito più di una variazione in questi ultimi decenni. Sandro Pignatti nella “Flora d'Italia” lo nomina Aconitum paniculatum Lam. con due varietà: (1) sottosp. paniculatum (ora chiamata Aconitum degeni Gáyer sottosp. paniculatum (Argcang.) Mucher) e (2) sottosp.nasutum (Fischer) Götz (inserita attualmente nella specie variegatum con la denominazione Aconitum variegatum L. sottosp. nasutum (Fischer) Götz). L'altra sottospecie (Aconitum degeni sottosp. valesiacum), sempre in Pignatti, si trova inclusa nella specie variegatum con il nome Aconitum variegatum L. sottosp. valesiacum (Gáyer) Gáyer.

In altre flore l'”Aconito pannocchiuto” lo troviamo nominato come Aconitum variegatum L. sottosp. paniculatum (Arcang.) Negodi e (relativamente alla sottospecie valesiacum) Aconitum variegatum L. sottosp. valesiacum (Gáyer) Gáyer & Burdet.

Nelle flore oltreconfine (specialmente quelle anglosassoni) questa pianta ha una grafia lievemente diversa: Aconitum degenii; inoltre non tutte le flore riconoscono la denominazione Aconitum degeni ma lo considerano un sinonimo di Aconitum variegatum L. sottosp. paniculatum (Arcang.) Greuter & Burdet.

### Variabilità
Come tutte le specie di Aconitum, anche questa ha una grande variabilità facilitata da cause di isolamento e di ibridazione e di conseguenza con problemi di classificazione (vedi sopra). Nell'elenco che segue sono indicate alcune sottospecie e varietà (l'elenco può non essere completo e alcuni nominativi sono considerati da altri autori dei sinonimi della specie principale o anche di altre specie):

Sottospecie:
- A. degeni sottosp. paniculatum (Arcang.) W.Mucher (1993)
- A. degeni sottosp. rhaeticum Starm. (1996)
- A. degeni sottosp. valesiacum (Gáyer) W.Mucher (1993)

Varietà:
- A. degeni var. laxiflorum (Rchb.) W.Mucher (1993)
- A. degeni var. turrachense (Mucher) W.Mucher (1993)

### Descrizione sottospecie italiane
In Italia sono indicate due sottospecie:

#### Sottospeciepaniculatum

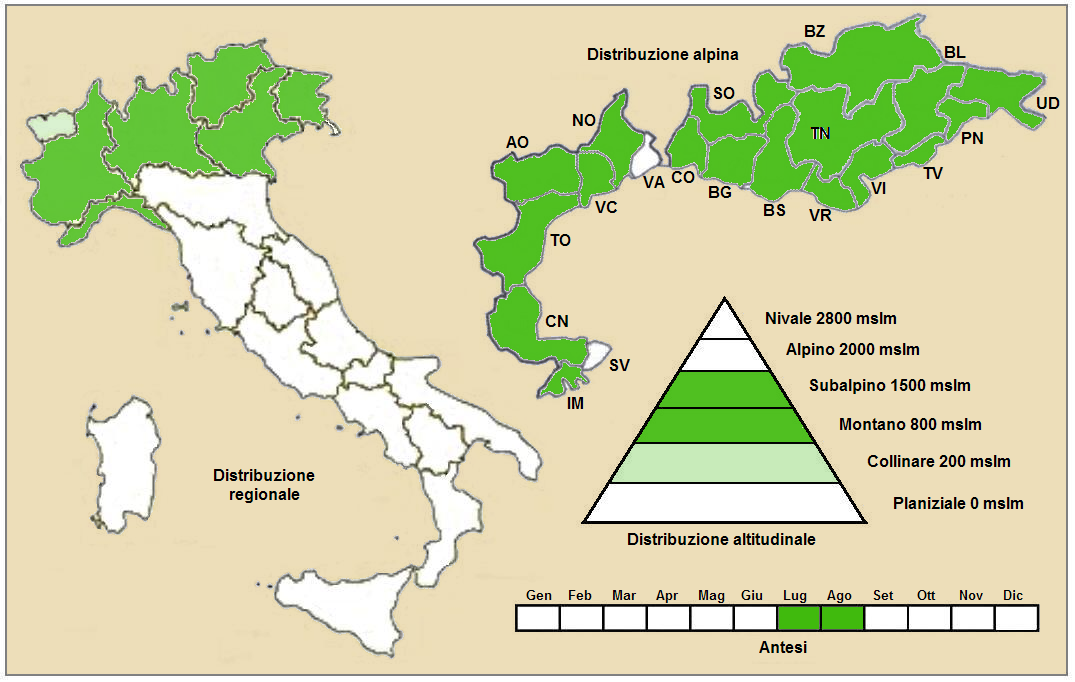
Distribuzione della pianta (Distribuzione regionale – Distribuzione alpina)

- Denominazione: Aconitum degeni Gáyer sottosp. paniculatum (Argcang.) Mucher[10]
- Basionimo: Aconitum cammarum sottosp. paniculatum Arcang.
- Nome comune italiano: Aconito panicolato
- Caratteri specifici: i peduncoli fiorali sono glabri; l'elmo è inclinato in avanti; il gineceo è composto da 3 – 5 carpelli pubescenti, mentre i follicoli sono in prevalenza glabri; dimensione dell'infiorescenza: 15 – 30 cm.
- Variabilità: l'altezza varia da 8 a 15 dm. (minimo 40 cm; massimo 180 cm); l'infiorescenza può presentarsi anche in forme più contratte e semplici.
- Fioritura: da luglio ad agosto.
- Geoelemento: il tipo corologico (area di origine) è Alpico/Carpatico.
- Distribuzione: in Italia è la stirpe più comune. Nelle Alpi si trova in quasi tutte le province (escluse: SV e VA). Sempre nelle Alpi, ma fuori dall'Italia, questa sottospecie è presente in Francia (dipartimenti di Alpes-de-Haute-Provence, Hautes-Alpes, Alpes-Maritimes, Drôme, Isère, Savoia e Alta Savoia), in Svizzera (cantoni Berna, e Grigioni), in Austria (Länder del Tirolo Settentrionale, Tirolo Orientale, Salisburgo, Carinzia e Stiria). Sui rilievi europei si trova nel Massiccio del Giura, Alpi Dinariche e Carpazi.
- Fitosociologia: dal punto di vista fitosociologico la specie di questa voce appartiene alla seguente comunità vegetale[15]:

Formazione: delle comunità delle macro- e megaforbie terrestri
Classe: Mulgedio-Aconitetea
Ordine: Calamagrostietalia villosae
Alleanza: Arunco-Petasition

#### Sottospecievalesiacum

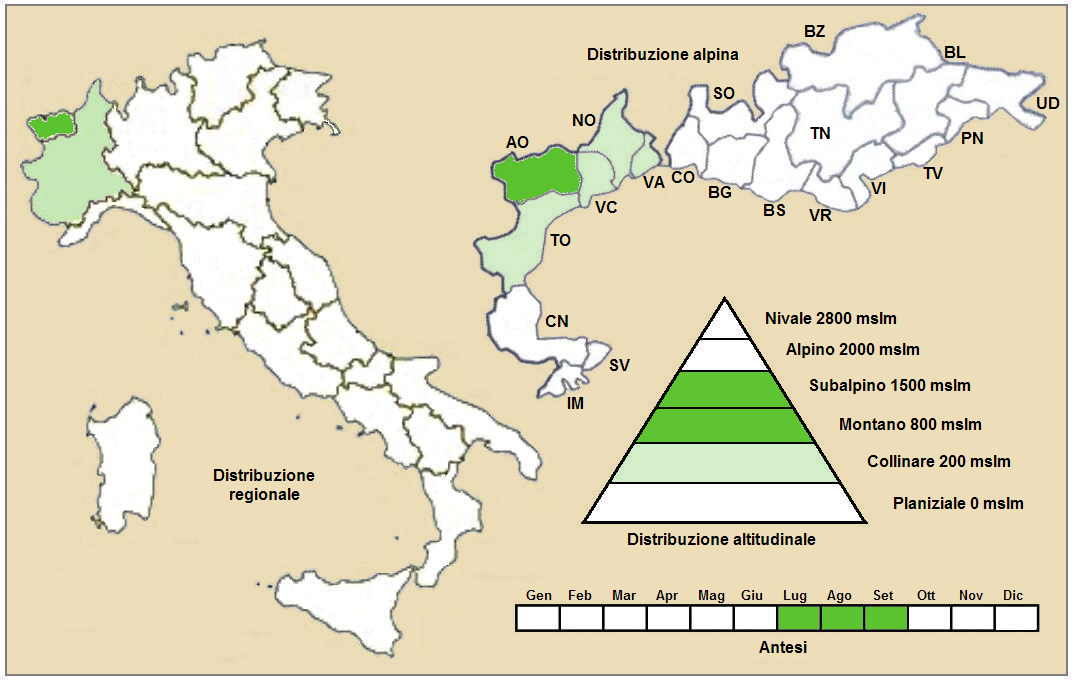
Distribuzione della pianta (Distribuzione regionale – Distribuzione alpina)

- Denominazione: Aconitum degeni Gáyer sottosp. valesiacum (Gáyer) Mucher[10]
- Basionimo: Aconitum valesiacum  Gáyer (1909)
- Nome comune italiano: Aconito del Vallese
- Caratteri specifici: altezza della pianta: 40 – 150 cm; le brattee poste alla base del peduncolo sono più larghe e raggiungono i fiori; i peduncoli sono pubescenti solamente nella parte alta (non ricoperta dalle bratteole); il gineceo è composto da 5 carpelli irsuti, come anche i follicoli; altezza dell'infiorescenza: 5 – 25 cm.
- Fioritura: da luglio a settembre.
- Geoelemento: il tipo corologico (area di origine) è Ovest Alpico.
- Distribuzione: si trova raramente nelle Alpi Occidentali (probabilmente solamente della provincia di Valle d'Aosta). Sempre nelle Alpi, ma fuori dall'Italia, questa sottospecie è presente in Francia (dipartimento di Savoia), in Svizzera (cantoni Vallese, e Ticino).
- Fitosociologia: dal punto di vista fitosociologico la specie di questa voce appartiene alla seguente comunità vegetale[15]:

Formazione: delle comunità delle macro- e megaforbie terrestri
Classe: Mulgedio-Aconitetea
Ordine: Calamagrostietalia villosae
Alleanza: Adenostylion

### Sinonimi
Questa entità ha avuto nel tempo diverse nomenclature. L'elenco che segue indica alcuni tra i sinonimi più frequenti:
- Aconitum cammarum sottosp. paniculatum Arcang. (1882) (sinonimo di A. degeni sottosp. paniculatum)
- Aconitum cernuum Auct. Fl. Ital.
- Aconitum hebegynum DC.  (sinonimo di A. degeni sottosp. valesiacum)
- Aconitum paniculatum Lam.
- Aconitum paniculatum Lam. sottosp. paniculatum  (sinonimo di A. degeni sottosp. paniculatum)
- Aconitum paniculatum Lam. sottosp. valesiacum  (sinonimo di A. degeni sottosp. valesiacum)
- Aconitum valesiacum  Gáyer (1909) (sinonimo di A. degeni sottosp. valesiacum)
- Aconitum variegatum L. sottosp. paniculatum (Arcang.) Negodi (1944) (sinonimo di A. degeni sottosp. paniculatum)
- Aconitum variegatum L. sottosp. valesiacum (Gáyer)  Gáyer (sinonimo di A. degeni sottosp. valesiacum)

### Specie simili
Gli aconiti sono fiori di facile identificazione rispetto ad altri generi;  più difficile è distinguere tra di loro le varie specie di aconito specialmente quelle di colore blu-violetto. Il casco (o elmo) insieme all'infiorescenza sono le parti più utili per distinguere le varie specie.
| Specie              | Elmo       | Infiorescenza    |
| ------------------- | ---------- | ---------------- |
| Aconitum degeni     | 16 x 15 mm | Pannocchia lassa |
| Aconitum napellus   | 8 x 18 mm  | Spiga            |
| Aconitum variegatum | 20 x 15 mm | Pannocchia densa |

## Usi

### Farmacia
È una pianta velenosa (contiene alcaloidi e glucosidi – soprattutto l'aconitina). I suoi fiori sono tra i più tossici della flora spontanea italiana. I sintomi per avvelenamento di questa pianta sono nausea, vomito, diarrea, bradicardia, aritmia e infine arresto cardiaco e morte. Nella medicina popolare, anticamente, veniva usata per i suoi effetti antidolorifici, sedativi e calmanti.

### Giardinaggio
Queste piante vengono soprattutto coltivate come fiori ornamentali grazie all'elegante contrasto tra i fiori e i ricco e decorativo fogliame. Sono piante rustiche (di facile impianto e mantenimento) e si adattano a qualsiasi tipo di terreno. Superano facilmente i rigori dell'inverno.